# Intenzivna medicina
Intenzivna medicina je grana medicine koja se bavi osiguravanjem potpore za održavanje života ili potporu organskim sustavima bolesnicima koji su kritično oboljeli i koji obično zahtijevaju stalan monitoring.
Intenzivna medicina je relativno nova specijalnost no neprestano rastućeg značaja. Liječnici koji rade u jedinicama intenzivnog liječenja nazivaju se intenzivistima. Intenzivnom medicinom najčešće se bave anesteziolozi koji određeni dio specijalističkog staža obavezno i provode u jedinicama intenzivnog liječenja. U Hrvatskoj intenzivna medicina postoji kao subspecijalnost, pa se intenzivistima nazivaju liječnici specijalisti nekih struka medicine (anesteziolozi,internisti,neurolozi) koji prođu subspecijalističko usavršavanje iz intenzivne medicine.
Bolesnici koji se primaju u jedinice intenzivnog liječenja obično zahtijevaju potporu zbog hemodinamske nestabilnosti (hipertenzija/hipotenzija), potom zbog nesposobnosti održavanja dišnog puta ili suficijentnog disanja (zahtijevaju umjetnu ventilaciju), zbog akutnog bubrežnog zatajenja, potencijalno ugrožavajućih aritmija te često zbog sveukupnih utjecaja zatajenja više organa.Bolesnici primljeni u jedinicu intenzivnog liječenja koji ne zahtijevaju gore navedenu potporu se obično primaju u JIL zbog intenzivnog/invazivnog nadzora vitalnih funkcija i to najčešće prvih sati nakon velikih operacija kada su bolesnici nestabilni za primitak u jedinice poluintenzivne njege.
Jedinica intenzivnog liječenja bi idealno trebala biti mjesto liječenja onih bolesnika čije je stanje potencijalno reverzibilno, koji imaju dobru šansu preživljavanja uz intenzivno liječenje.Naravno kritično oboljeli pacijenti su često na granici smrti, pa je stoga i vrlo teško predvidjeti uspjeh liječenja. Unatoč najvišoj razini liječenja neki pacijenti ipak umru u jedinici intenzivnog liječenja. Primarni razlog primitka u JIL je taj da se takvo stanje bolesnika može svladati.
Jedinica intenzivnog liječenja je općenito najskuplja i tehnološki je izuzetno razvijena, pa spada u najskuplju granu medicine.U SAD-u se godišnje potroši 0,5 % bruto domaćeg proizvoda na intenzivno liječenje, a 13 % sveukupnih troškova u zdravstvu odnosi se na intenzivno liječenje.
Intenzivno liječenje se provodi u već spomenutim jedinicama intenzivnog liječenja koje djeluju kao specijalizirane jedinice u bolnicama.Neke bolnice imaju i uže specijalizirane jedinice kao što su koronarna intenzivna skrb za kardiovaskularne bolesti, zatim internističke jedinice intenzivnog liječenja, kirurške jedinice intenzivnog liječenja, zatim kardiokirurške i neurokirurške jedinice intenzivnog liječenja, pedijatrijske i neonatološke intenzivne njege, intenzivne njege neuroloških bolesnika, jedinice intenzivnog liječenja opeklina, traumatološke jedinice intenzivnog liječenja i druge jedinice ovisno o potrebama i mogućnostima pojedinih bolnica.

## Oprema i lijekovi
- mehanički ventilatori za umjetno disanje ugroženog bolesnika preko endotrahealnog tubusa ili traheotomije
- oprema za hemofiltraciju kod bubrežnog zatajenja
- oprema za intenzivni nadzor bolesnika
- intravenske linije za nadoknadu tekućina i parenteralnu prehranu
- perfuzori,infuzijske pumpe
- nazogastrične sonde
- pumpe za sukciju, drenovi i kateteri
- brojne vrste lijekova uključujući inotrope, sedative, analgetike, širok spektar antibiotika

## Unutarnje poveznice
Anesteziologija

## Vanjske poveznice
www.anestezija.org  Arhivirana inačica izvorne stranice od 9. lipnja 2007. (Wayback Machine)